# Wilhelm Wilms
Wilhelm Wilms (* 14. Juli 1865 in Berksen bei Soest; † 1. März 1939 in Hamm) war ein deutscher evangelischer Theologe, Lyriker und Sachautor.
Er wurde als Sohn eines Landwirts geboren. Er besuchte das Gymnasium in Soest und machte 1885 das Abitur. Hieran schloss sich das Studium der evangelischen Theologie in Tübingen, Leipzig, Berlin und Bonn an. 1890 machte er das Examen in Münster. Ab 1891 war er Synodalvikar in Hamm, ab 1893 Pfarrer in Nieheim und ab 1905 Pfarrer in Dinker (heute Ortsteil von Welver). 
Wilhelm Wilms war ein enger Freund von Friedrich Wilhelm Weber und Ludwig Schröder.
Er verfasste umfangreiche lyrische Veröffentlichungen vorwiegend konservativen und nationalpatriotrischen Inhalts, ebenso Beschreibungen im Obstanbau. 1904 war Wilms Erstbeschreiber der Apfelsorte Biesterfelder Renette und sorgte für deren Weiterverbreitung.
Er trat 1934 in den Ruhestand und starb am 1. März 1939.

## Werke
- Aus Vorhof und Heiligtum, 1900
- Um des Volkes Seele, 1903